# 馬自達Porter
馬自達Porter（日语：マツダ・ポーター）是1968年至1989年間由日本東洋工業（馬自達汽車前身）製造發售的輕型商用車，外銷版稱作馬自達E360，前一代車款為B360。

## 概要與歷史

### Porter（1968年至1976年）
1968年- 11月以B360進行車頭造型的小改款，車體結構重新打造，稱為馬自達Porter，外銷版則稱馬自達E360。區分成兩種車體型式：開發代號為KBDB33的皮卡貨車、開發代號為KBDBV的微型麵包車；其中後者還有配備比較豐富的Deluxe車型（開發代號KBDV）。軸距為1,995mm，載貨荷重為300kg，微型麵包車型之尾門為上下對開式。所搭載的引擎和B360一樣是358c.c.水冷式直列四缸OHV DA型引擎，可輸出最大馬力20ps / 7,000rpm，峰值扭力2.4kg·m / 5,000rpm。
1973年 - 2月小改款，改換成跟Chantez相同的359c.c.水冷式二衝程直列二缸AA型引擎，最大馬力35ps / 6,500rpm、最大扭力4.0kgm / 5,500rpm；同時改變前面廠徽的位置（自引擎蓋移往水箱罩）及尾燈的形狀。
1975年 - 外銷版Porter為了符合日趨嚴格的環保法規要求，降低引擎的馬力至32hp，並且在每具引擎貼上較大的規格參數銘牌。
1976年 - 4月日本國內停售，但Porter Cab車型仍繼續生產。

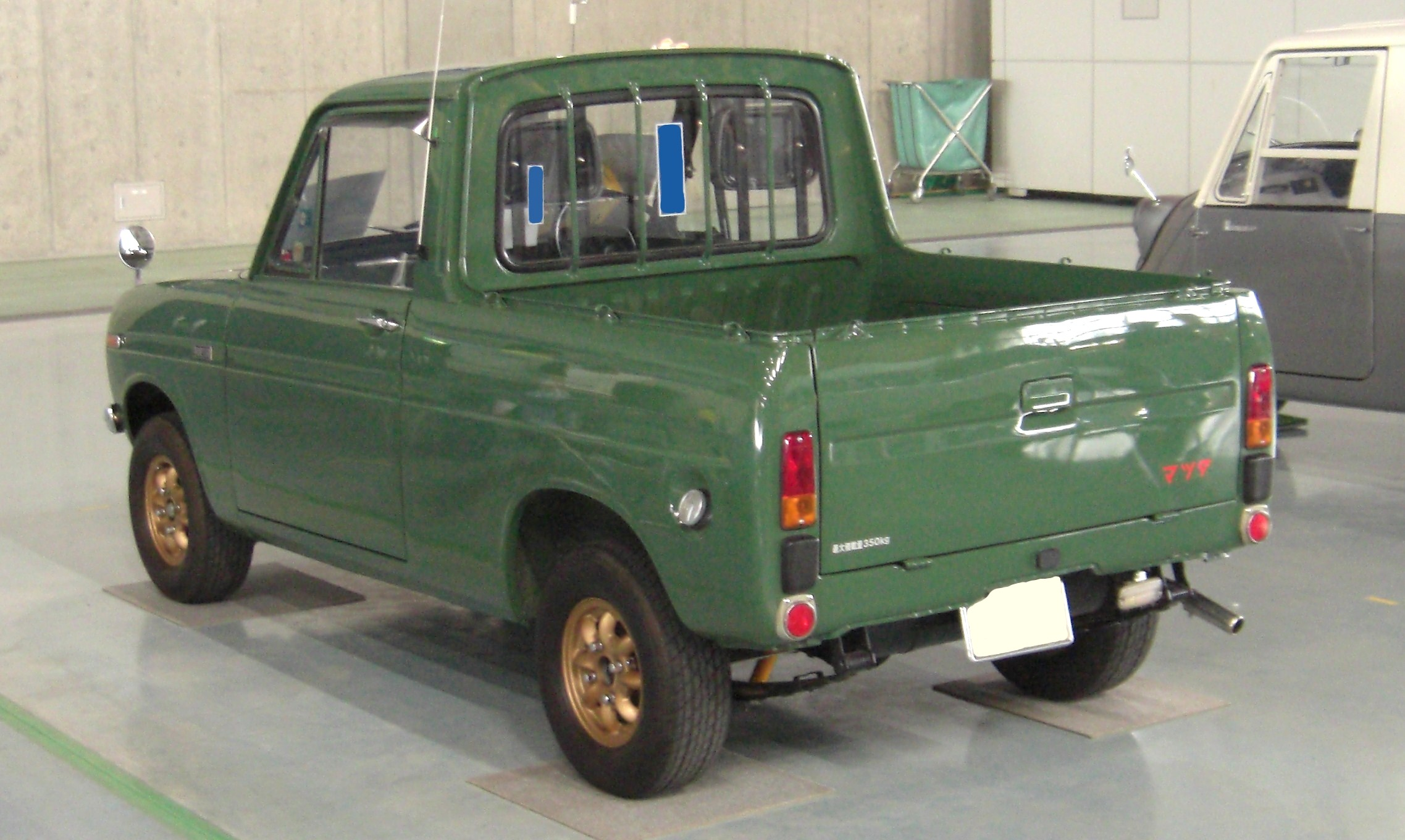
皮卡貨車車尾

### Porter Cab（1969年至1989年）
1969年 - 3月新發售，開發代號KECA53，搭載359c.c.氣冷式二衝程直列二缸CC型引擎，最大馬力23ps / 5,500rpm、最大扭力3.3kgm / 4,500rpm，極速可達90km/hr。
1970年 - 實施小改款，除了更換車門形狀，也追加手搖式車窗，另外還有車頭進氣裝置。
1973年 - 2月再度進行小改款，改成和Chantez相同的359c.c.水冷式二衝程直列二缸AA型引擎，最大馬力30hp / 6,000rpm，同時追加載貨車斗的柵欄可以從三方開啟。
1975年 - 元月改成淺黃色的前保險桿。
1977年 - 再度實施小改款，加大車廂體積，頭燈外框從圓形改成四角形。動力來源改採由三菱汽車製造的546c.c.水冷式四衝程直列二缸SOHC 2G23型引擎，最大馬力31ps / 5,500rpm，從此之後Porter Cab不再使用原廠自製的引擎。
1983年 - 實行小改款，車色改成淡青色，保險桿與頭燈外框則為淡灰色，動力心臟則改成同樣由三菱汽車供應的546c.c.水冷式四衝程直列二缸SOHC G23B型引擎。
1987年 - 空調系統可加價選購，安置在副手席的手套箱內。
1989年 - 6月正式停產，停止近20年的銷售，後繼車款是以鈴木Carry貼牌生產的馬自達Scrum。

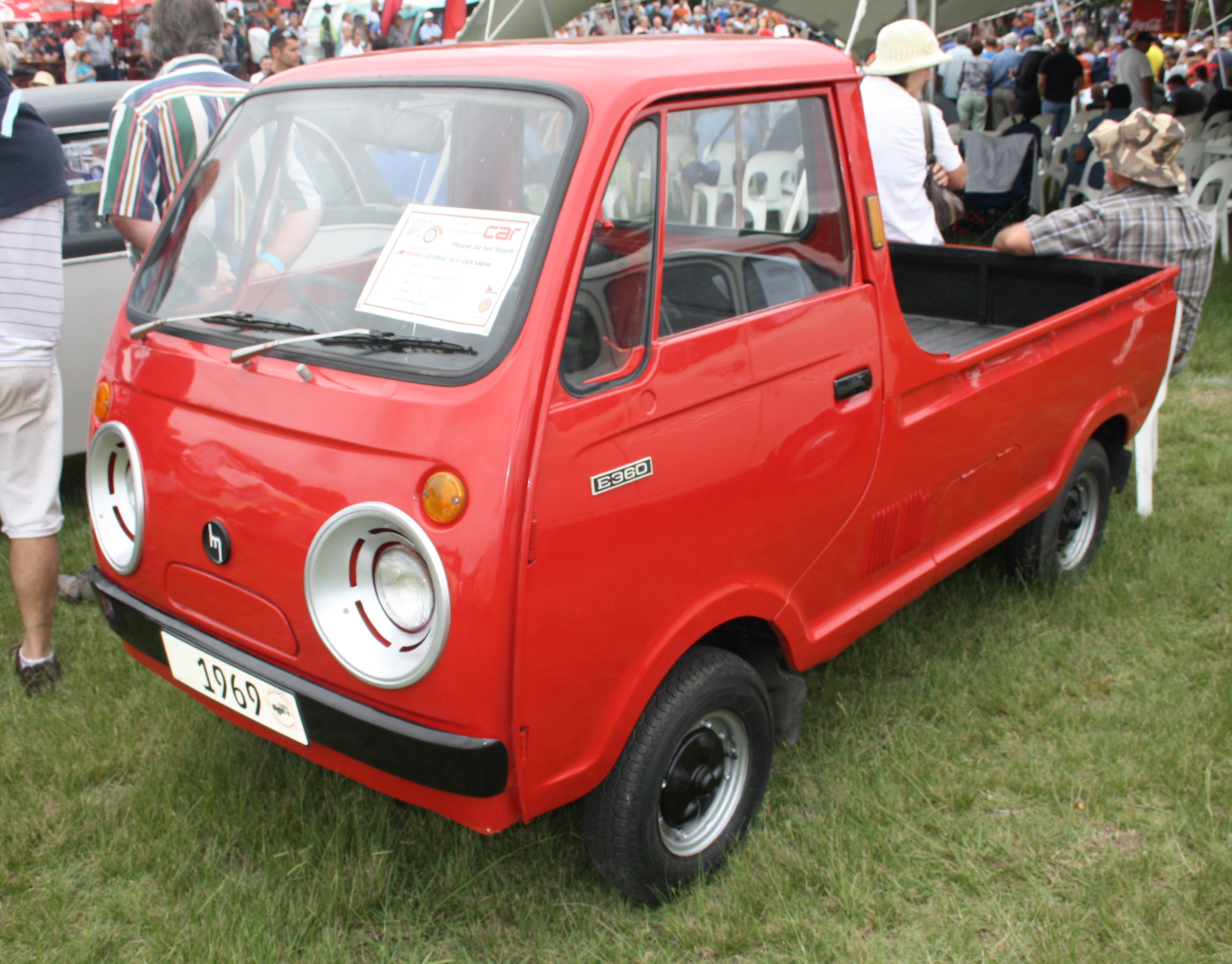
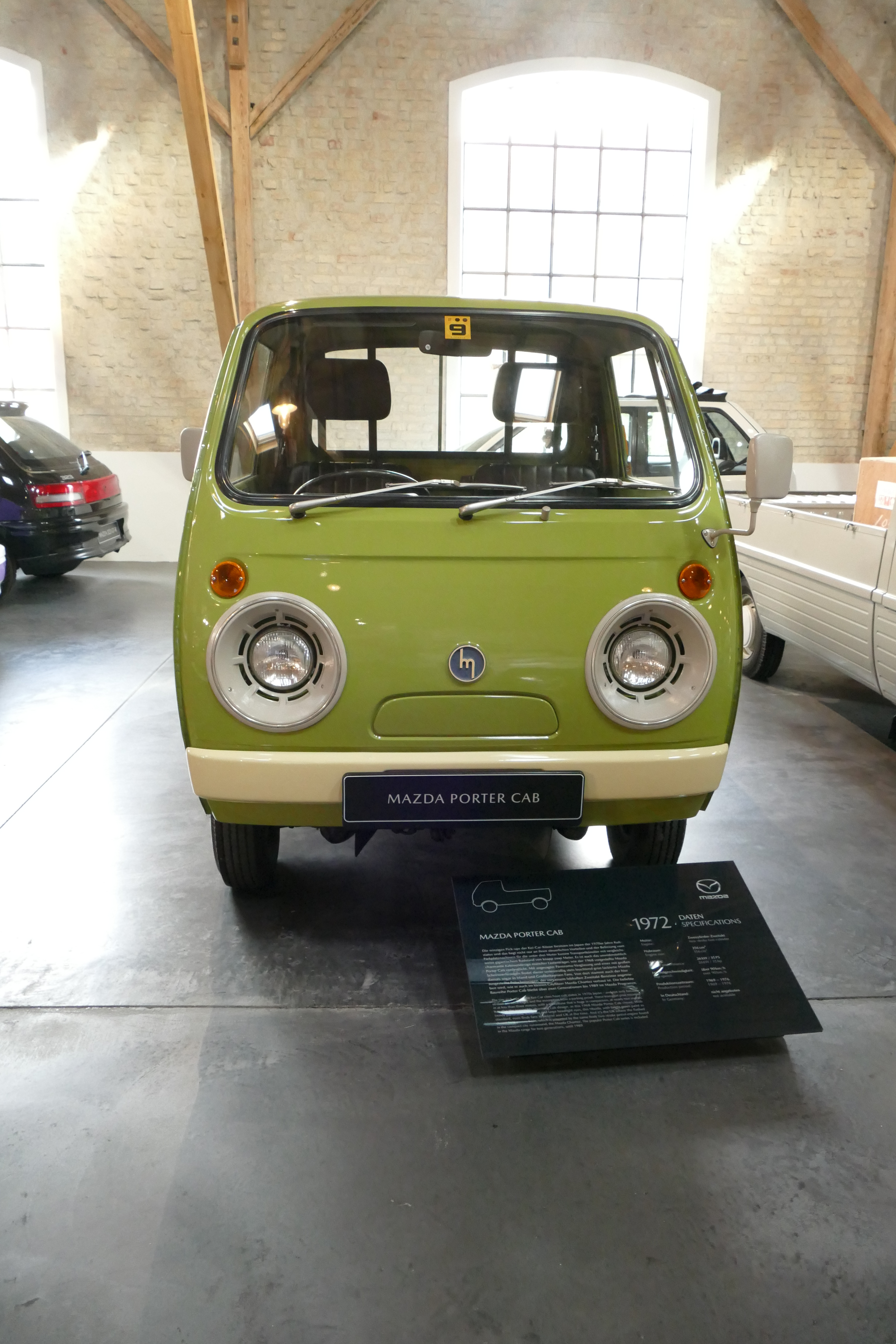
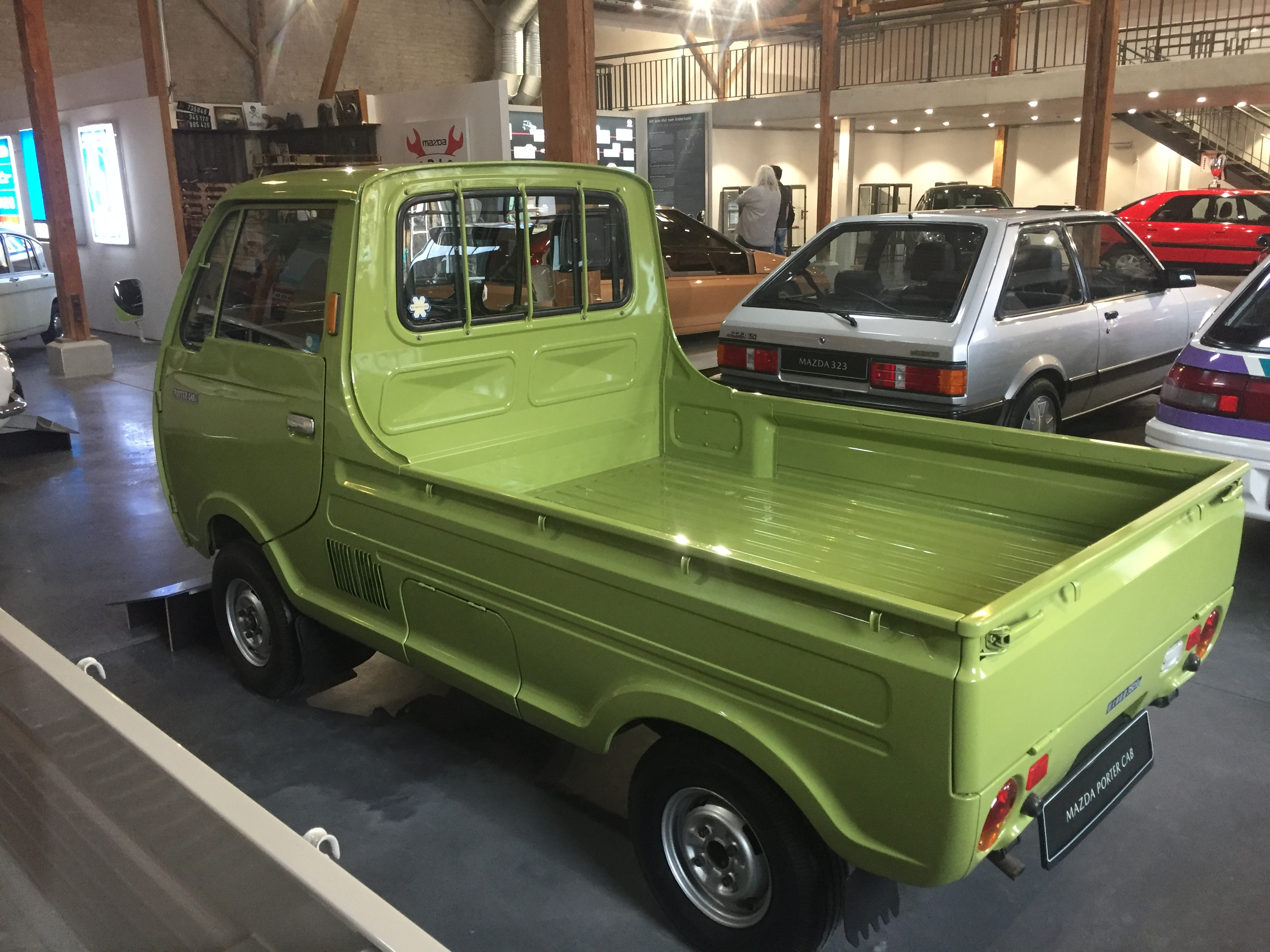
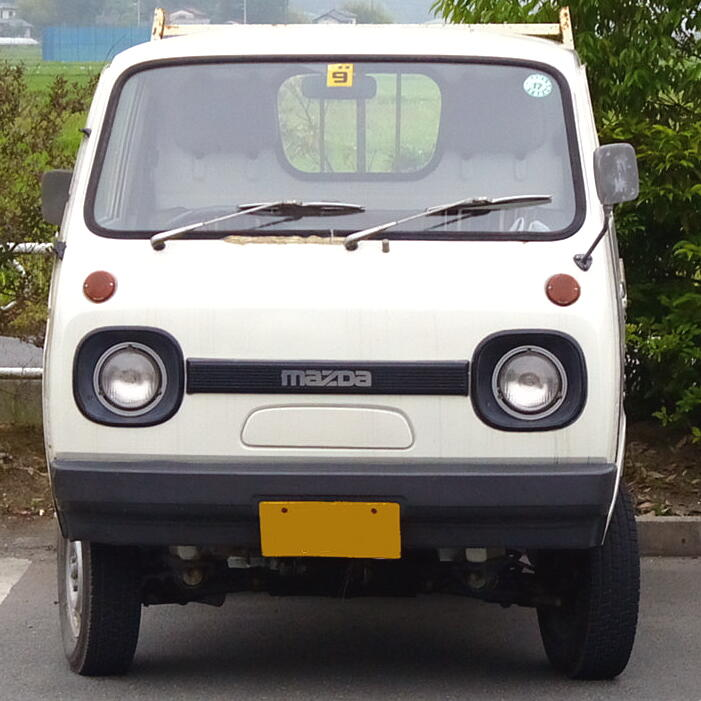